# Al-Achraf Janbalat
Al-Achraf Janbalat, Janbalat, Jânbulât ou Djan Belat (1455-1501) est un sultan mamelouk burjite qui règne en Égypte en 1500 et 1501.

## Biographie
Janbalat est l'époux d'une très riche esclave du harem, il prend le titre d’Al-Achraf. Six mois plus tard il est renversé par Tuman Bay, ancien chancelier de Qaitbay et gouverneur de Syrie. Janbalat essaie vainement de résister dans la citadelle. Tuman Bay l'envoie à Alexandrie puis le fait décapiter.